# 隆美县
隆美县（越南语：／）是越南后江省下辖的一个县。

## 地理
隆美县北接渭清市和渭水县，南接薄寮省洪民县和朔庄省我𠄼市社，西接坚江省塸槁縣，东接隆美市社。

## 历史
2015年5月15日，以隆美市镇、茶栊市镇、隆平社、隆富社、隆治社、隆治A社、新富社2市镇5社析置隆美市社。
2019年3月12日，永远社改制为永远市镇。

## 行政区划
隆美县下辖1市镇7社，县莅永远市镇。
- 永远市镇（Thị trấn Vĩnh Viễn）
- 良心社（Xã Lương Tâm）
- 良义社（Xã Lương Nghĩa）
- 顺和社（Xã Thuận Hòa）
- 顺兴社（Xã Thuận Hưng）
- 永顺东社（Xã Vĩnh Thuận Đông）
- 永远A社（Xã Vĩnh Viễn A）
- 杈幡社（Xã Xà Phiên）